# Smith & Wesson M1869
Smith & Wesson M1869 revolver (forgópisztoly)
Ez a fegyver az 1872. évi Colt - revolverrel majdnem egy időben jelent meg a fegyverpiacon. A Smith & Wesson típusú forgópisztoly szerkezete eltér a Colt típusétól. Csövét - mint a sörétes vadászpuskákét -, a forgódob előtt elhelyezett, csavarral rögzített tengely körül lehet lebillenteni. A nem kívánt felnyílást a kakason lévő bemarás akadályozza meg. A bemarásba retesz illeszkedik, amelyet egy közlemezre helyeztek el. Ha a reteszelés nem tökéletes, akkor lövés közben, a kakas beütésekor a retesz felemelkedik, mielőtt az ütőszeg beütne a csappantyúba, és ezzel megakadályozza a lövést. A revolvernek hüvelykitolója nincs, mert önműködő hüvelyvonóval látták el. Az önműködő hüvelyvonó a dobtengelyen átmenő rúdra felerősített csillag alakú tárcsa, ami a cső billentésekor kitolja az üres hüvelyeket a dobból (töltényűrökből), majd a cső kibillentett véghelyzetében egy rugó hatására a helyére visszaugrik. (a billenőcsövű sörétes vadászpuskák hüvelykitolójával, illetve ejektorával azonos elven működik.) Így a kilőtt töltények hüvelyét gyorsan ki lehet üríteni a forgódobból.
Az 1869. évi típust, bizonyos eltérésekkel az orosz lovasság részére már 1870-ben rendszeresítették. A legfontosabb eltérés az volt, hogy 0,44 hüvelyk űrméretű, központos gyújtású töltényt használtak hozzá, így a cári hadsereg volt az első, ahol központos gyújtású töltényt tüzelő revolvert alkalmaztak. A különbségekhez tartozott még az is, hogy a markolat felső, hátsó részén a marok megtámasztására kiemelkedést képeztek ki, a markolat alsó végét pedig kissé legömbölyítették, a sátorvas alá pedig egy "sarkantyút" helyeztek. A Schofield típus 1875-ben jelent meg. 
- A forgópisztoly hatlövetű.
- Űrmérete: .44 S & W Russian
- Huzagszám: 5
- Csavarzathossz: 508 mm
- Ormozatátmérő: 10,59 mm
- Barázdaátmérő: 10,90 mm
- Töltényűrhossz: 25,15 mm
- Teljes töltényhossz: 36,32 mm
- Hüvelyhossz: 24,64 mm
- Lövedékátmérő: 10,98 mm
- A lövedék tömege: 16,0 g
- A lövedék kezdősebessége: 225 m/s
- Max. gáznyomás a csőben: 1000 bar